# Апосематизм

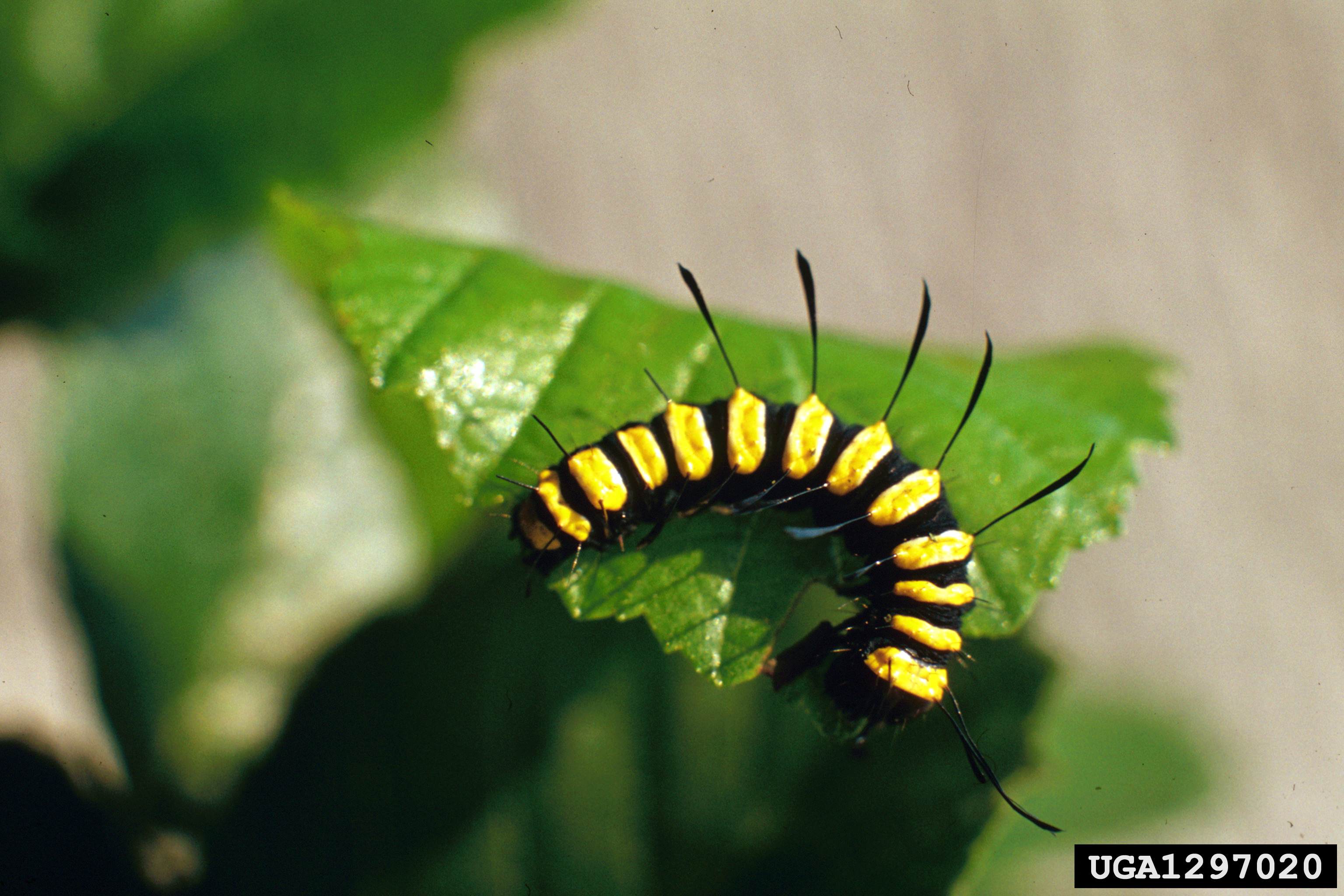
Гусеница стрельчатки ольховой имеет апосематическую окраску

Апосемати́зм, иногда также называемый предостерегающей окраской, — в поведенческой биологии яркая окраска животных, при помощи которой они сигнализируют потенциальным хищникам не только о своём присутствии, но также о своей несъедобности и/или защите. Следовательно, апосематизм является противоположностью камуфляжу. Термин «апосематизм» был введён английским зоологом Эдвардом Поултоном в его книге «Окраска животных» («The Colours of Animals», 1890). Он образовал этот термин от древнегреческих слов ἀπό apo «далёкий», ση̑μα sēma «сигнал».
Животные апосематической окраски либо готовы к обороне, потому что у них есть ядовитые шипы или другие активные защитные механизмы, либо они неприятны на вкус, несъедобны или даже ядовиты. Обычно для потенциальных хищников одной встречи достаточно, чтобы развить неприязнь на всю жизнь к апосематически окрашенным животным. Так, помимо хорошо замаскированных гусениц, встречаются такие, как гусеница стрельчатки ольховой, которая своей яркой окраской сигнализирует о своей несъедобности. Другими примерами апосематизма являются скорпеновые, иглобрюхие, муреновые, древолазы, огненные саламандры и жерлянки.
Поскольку хищники, как правило, должны развить отвращение к апосематически окрашенным видам, особи таких видов часто ранятся или даже погибают. Они служат моделью обучения для хищника. Эволюционное развитие апосематизма всё ещё остаётся противоречивым. Предостерегающая окраска, которая впервые возникла у индивидуума из-за мутации, увеличивает риск хищничества по сравнению с замаскированными особями. Одно из возможных объяснений состоит в том, что в первую очередь развивается несъедобность или защита, а предостерегающая окраска появляется только при более высокой плотности популяции.
Некоторые съедобные и незащищённые виды повторяют характеристики апосематических видов, чтобы отпугнуть потенциальных врагов. Эта стратегия является разновидностью мимикрии.
При необходимости ядовитые осьминоги, например Hapalochlaena lunulata, могут усиливать апосематизм, заставляя мышечные клетки пульсировать предостерегающий рисунок.

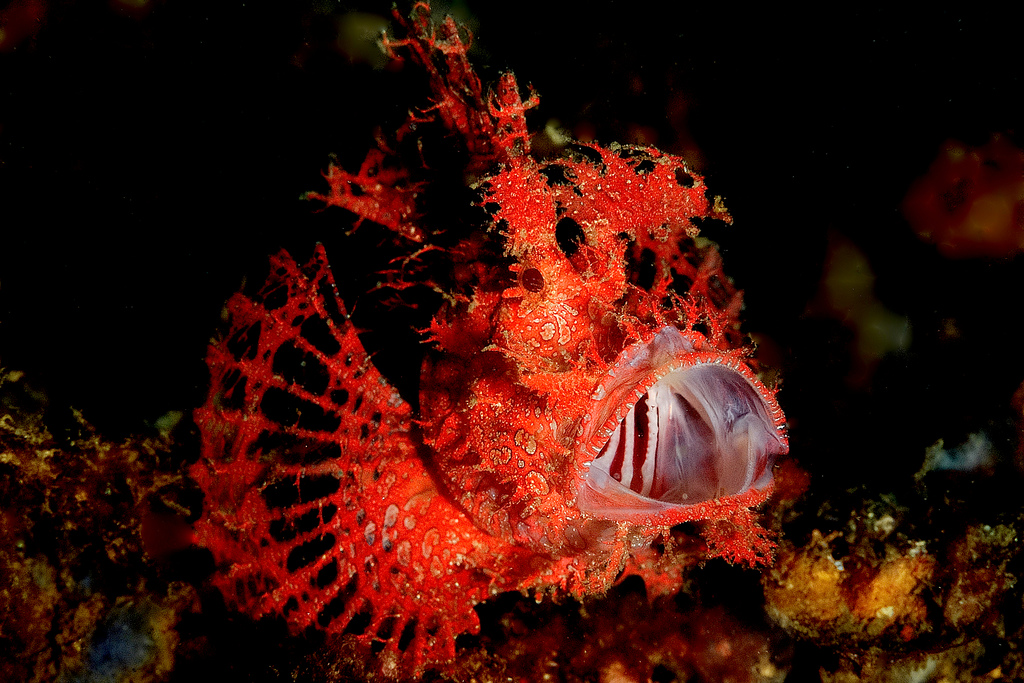
скорпеновые
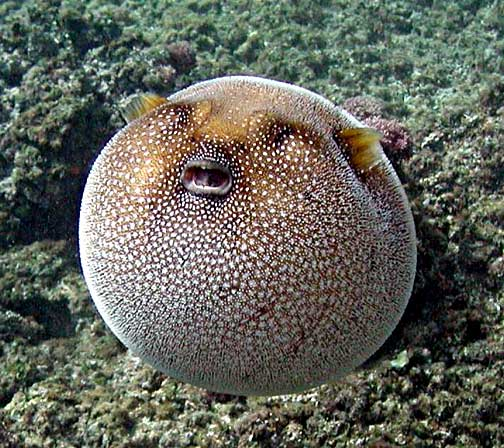
иглобрюхие
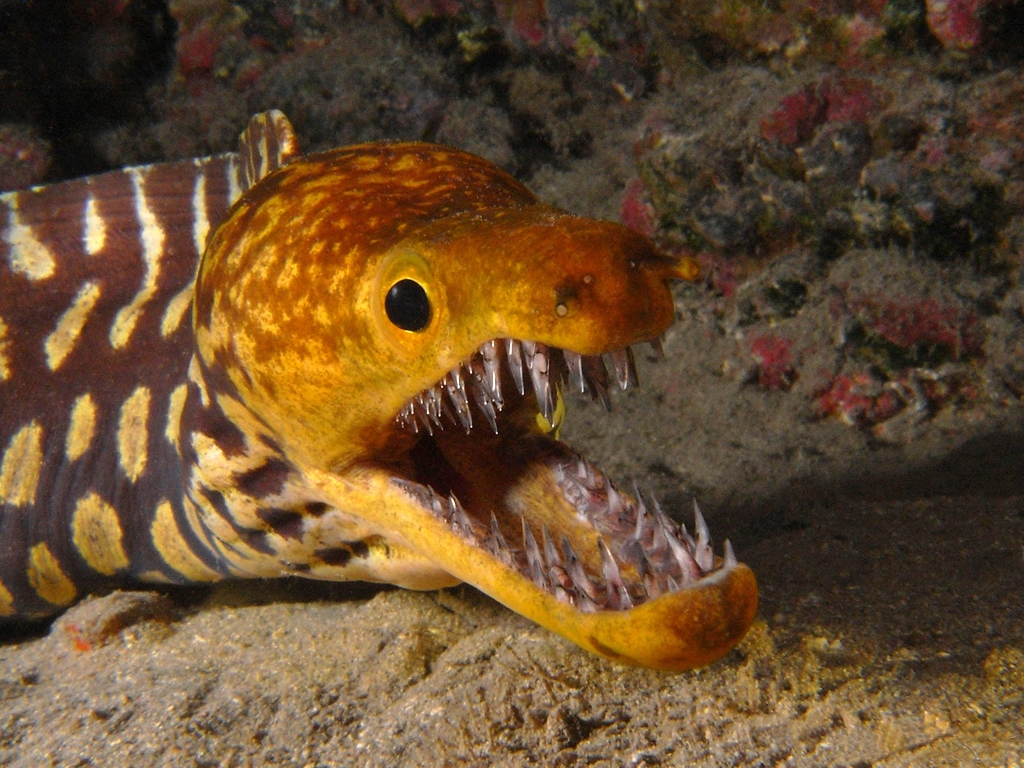
муреновые
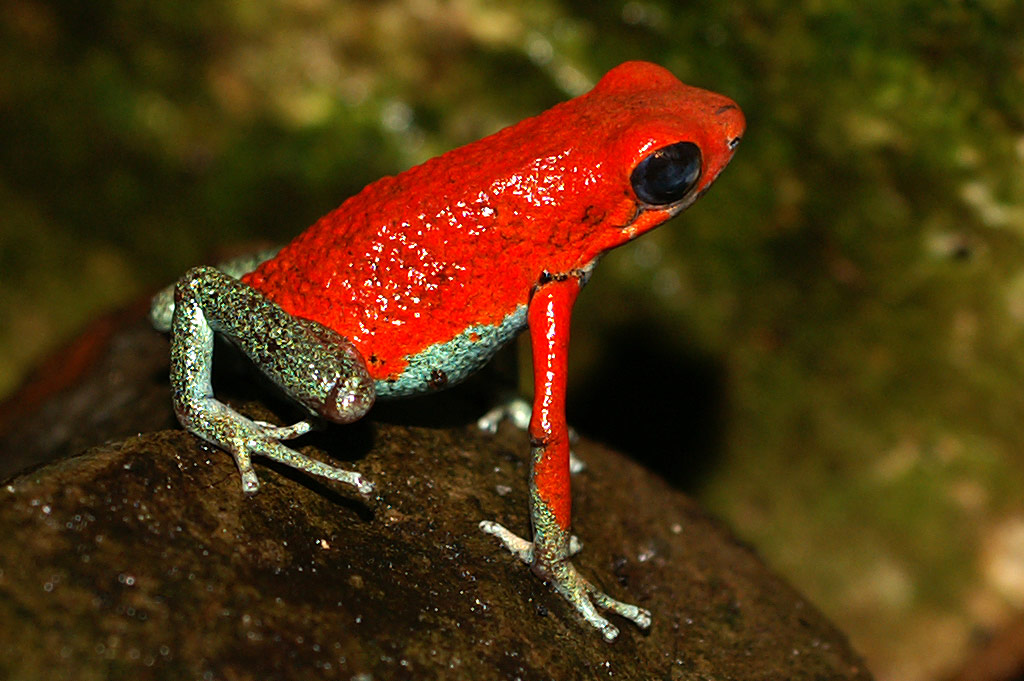
древолазы
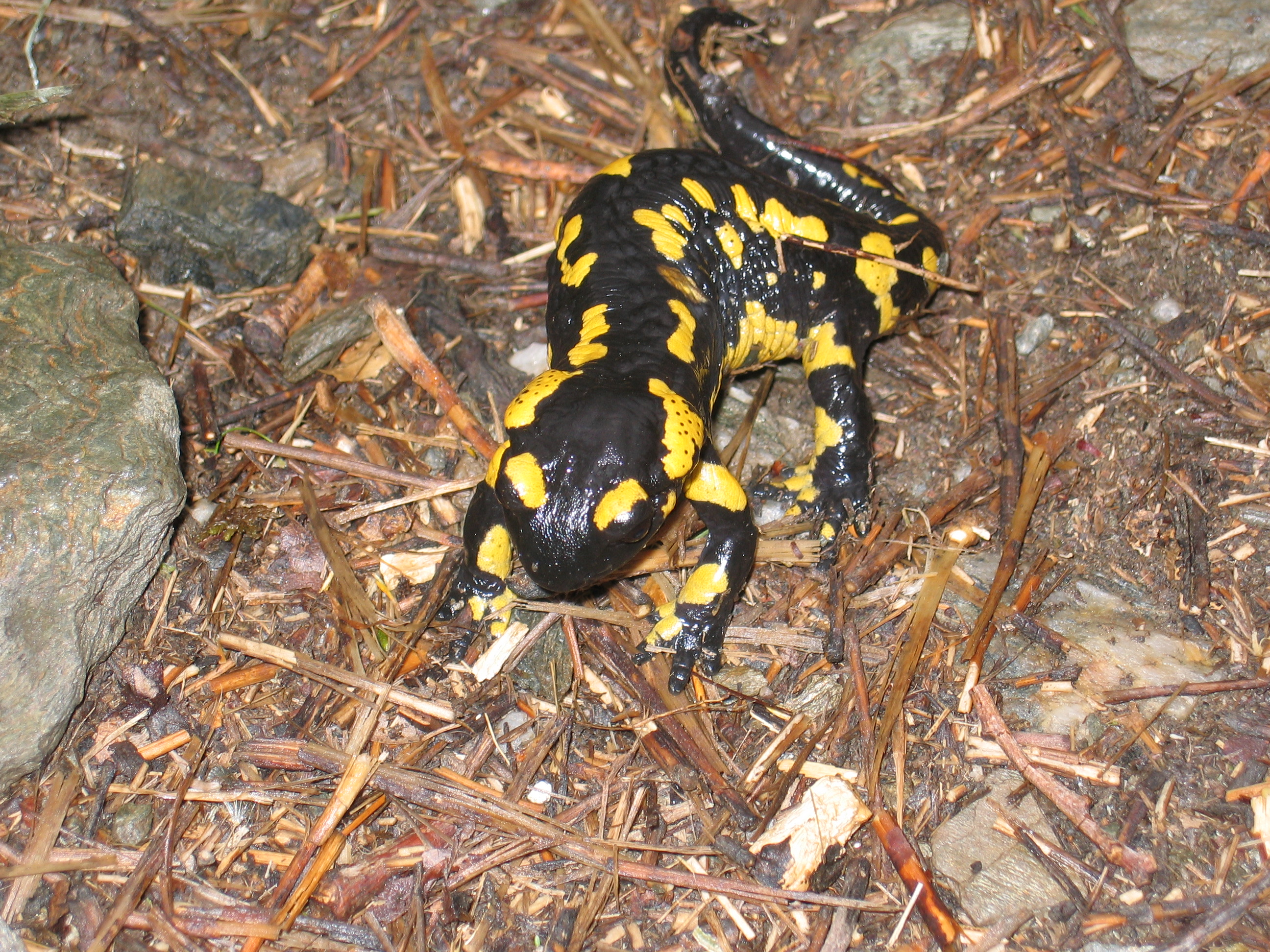
огненная саламандра
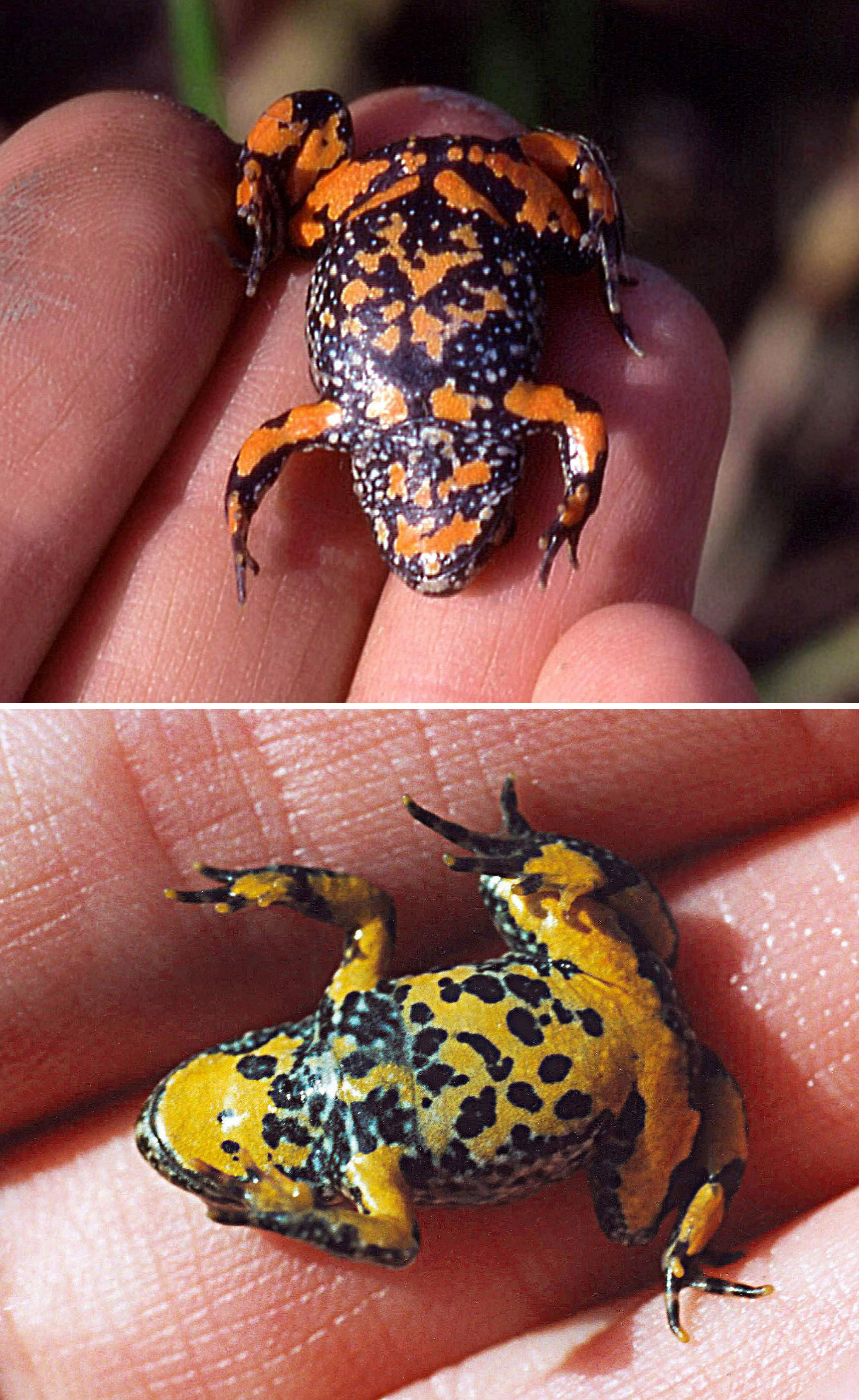
жерлянки
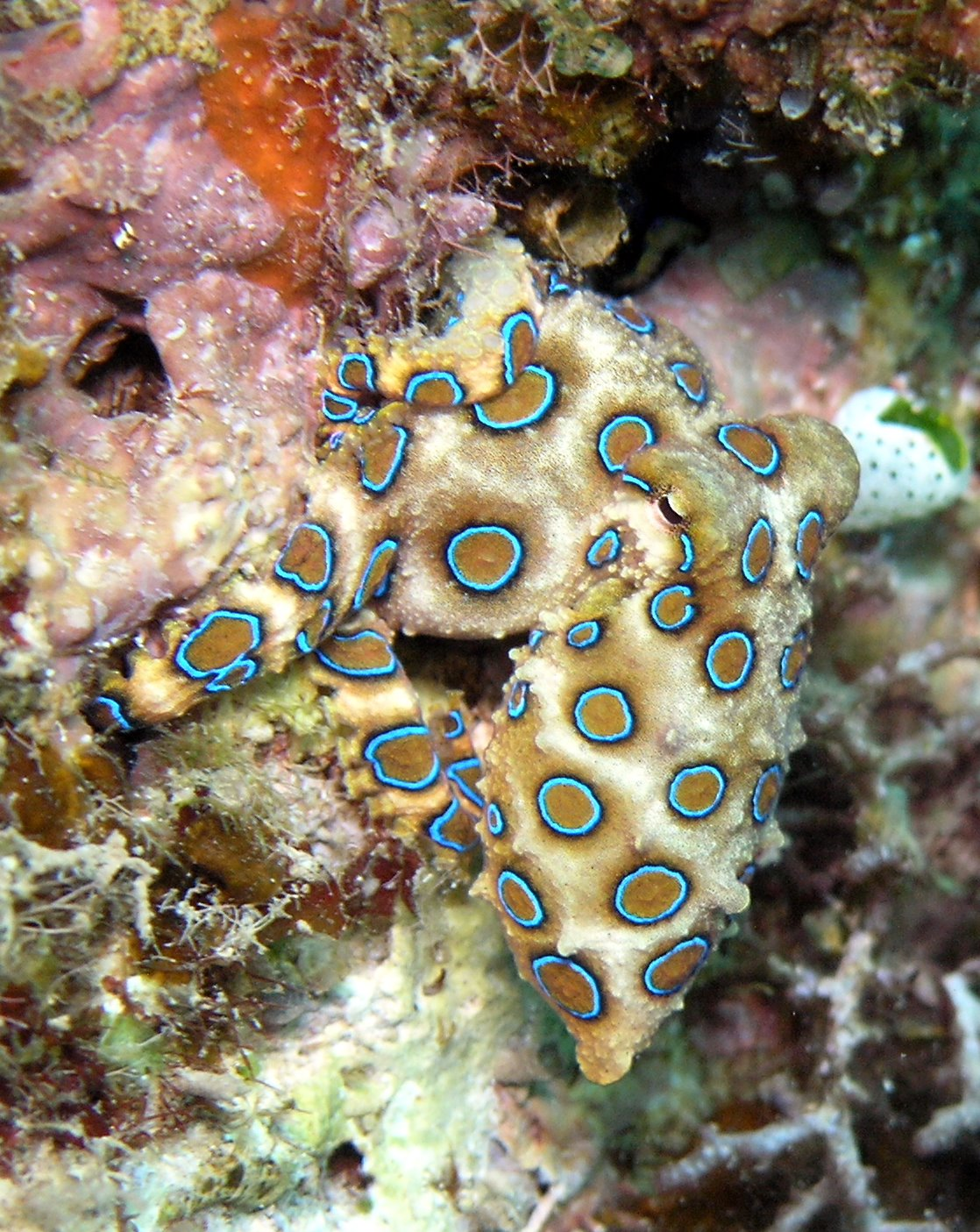
синекольчатые осьминоги (Hapalochlaena lunulata)